# Liste des boursiers Killam, par ordre alphabétique W
 (mai 2017).
Si vous disposez d'ouvrages ou d'articles de référence ou si vous connaissez des sites web de qualité traitant du thème abordé ici, merci de compléter l'article en donnant les références utiles à sa vérifiabilité et en les liant à la section « Notes et références ».
| Nom                | Année | Université                     | Discipline           |
| ------------------ | ----- | ------------------------------ | -------------------- |
| S. Waddams         | 1999  | Université de Toronto          | Droit                |
| S.C. Wallace       | 1985  | Université de Toronto          | Chimie               |
| D.N. Walton        | 1987  | Université de Winnipeg         | Philosophie          |
| N.M. Ward          | 1974  | Université de la Saskatchewan  | Sciences politiques  |
| H.V. Warren        | 1969  | Université of British Columbia | Médecine             |
| R.E. Wasylishen    | 1995  | Université Dalhousie           | Chimie               |
| A. Weaver          | 2002  | Université de Victoria         | Sciences de la terre |
| E.J. Weinrib       | 1986  | Université de Toronto          | Droit                |
| Michael Wertheimer | 1990  | Université de Montréal         | Génie Physique       |
| G. Whalley         | 1973  | Université Queen's             | Anglais              |
| R.A. Whitaker      | 1994  | Université York                | Sciences politiques  |
| B.N. White         | 1987  | Université Queen's             | Médecine             |
| H. Williams        | 1978  | Université Memorial            | Sciences de la terre |
| H. Williams        | 1976  | Université Memorial            | Sciences de la terre |
| H.C. Williams      | 1983  | Université du Manitoba         | Mathématiques        |
| D.M. Winch         | 1970  | Université McMaster            | Économique           |
| G.R. Winham        | 1988  | Université Dalhousie           | Sciences politiques  |
| M.A. Winnik        | 1999  | Université de Toronto          | Chimie               |
| A.D. Winspear      | 1969  | Université de Calgary          | Littérature          |
| M.L. Winston       | 1999  | Université Simon Fraser        | Biologie             |
| Ruth Wisse         | 1975  | Université McGill              | Littérature          |
| H. C. Wolfart      | 1996  | Université du Manitoba         | Linguistique         |
| S. Wolfe           | 1990  | Université Queen's             | Chimie               |
| R.S.C. Wong        | 1982  | Université du Manitoba         | Mathématiques        |
| G. Woodcock        | 1970  | aucune                         | Anglais              |
| A.B. Woodside      | 1984  | Université of British Columbia | Histoire             |
| Keith Worsley      | 2000  | Université McGill              | Statistique          |
| James Wuest        | 1992  | Université de Montréal         | Chimie               |
| G.R. Wyatt         | 1985  | Université Queen's             | Biologie             |
| P. Wyczynski       | 1984  | Université d'Ottawa            | Français             |
| G. Wynn            | 1988  | Université of British Columbia | Histoire             |